# Міддл Тауншип (Нью-Джерсі)
Міддл Тауншип (англ. Middle Township) — селище (англ. township) в США, в окрузі Кейп-Мей штату Нью-Джерсі. Населення — 20 380 осіб (2020).

## Демографія
Згідно з переписом 2010 року, у селищі мешкало 18 911 особа в 7256 домогосподарствах у складі 4937 родин. Було 9296 помешкань
Расовий склад населення:
| - 83,1 % — білих - 10,4 % — чорних або афроамериканців - 1,8 % — азіатів - 0,2 % — корінних американців - 2,0 % — осіб інших рас |

До двох чи більше рас належало 2,5 %. Частка іспаномовних становила 5,1 % від усіх жителів.
За віковим діапазоном населення розподілялося таким чином: 20,9 % — особи молодші 18 років, 60,1 % — особи у віці 18—64 років, 19,0 % — особи у віці 65 років та старші. Медіана віку мешканця становила 44,6 року. На 100 осіб жіночої статі у селищі припадало 94,6 чоловіків;  на 100 жінок у віці від 18 років та старших — 91,7 чоловіків також старших 18 років.
Середній дохід на одне домашнє господарство  становив 81 262 долари США (медіана — 62 887), а середній дохід на одну сім'ю — 91 086 доларів (медіана — 78 202). Медіана доходів становила 46 603 долари для чоловіків та 41 979 доларів для жінок. За межею бідності перебувало 8,2 % осіб, у тому числі 9,2 % дітей у віці до 18 років та 12,6 % осіб у віці 65 років та старших.
Цивільне працевлаштоване населення становило 8398 осіб. Основні галузі зайнятості: освіта, охорона здоров'я та соціальна допомога — 28,4 %, роздрібна торгівля — 13,3 %, мистецтво, розваги та відпочинок — 13,2 %.